# Muddaranganahalli, Arsikere
Muddaranganahalli là một làng thuộc tehsil Arsikere, huyện Hassan, bang Karnataka, Ấn Độ.